# (7618) Gotoyukichi
(7618) Gotoyukichi (1997 AU4) – planetoida z pasa głównego asteroid okrążająca Słońce w ciągu 4,53 lat w średniej odległości 2,74 j.a. Odkryta 6 stycznia 1997 roku.